# Remberto Jaramillo
Pour les articles homonymes, voir Jaramillo.
Jaramillo  Romero est un nom espagnol. Le premier nom de famille, en général paternel, est Jaramillo ; le second, en général maternel, souvent omis, est Romero.
Remberto Jaramillo Romero est un coureur cycliste colombien, devenu directeur sportif. Il est né le 16 septembre 1983 à Barrancabermeja (département de Santander).

## Biographie
En 2007, Remberto Jaramillo remporte la troisième étape de la Vuelta Nacional Marco Fidel Suárez devant Jaime Castañeda. Quelques semaines auparavant, il avait terminé son premier Tour de Colombie en s'adjugeant le classement des étapes volantes.
En 2008, il gagne la septième étape du Tour de l'Équateur (seule course UCI à son palmarès).
En 2021, Jaramillo dirige la formation Strong Cycling del Valle au Tour du Venezuela.

## Palmarès
- 2008
  - 7e étape du Tour de l'Équateur